# Test Drive 5
Test Drive 5 (с англ. — «Тест-драйв 5») — видеоигра серии Test Drive в жанре аркадных автогонок, разработанная студией Pitbull Syndicate и изданная компанией Accolade для игровой приставки PlayStation и персональных компьютеров под управлением Windows в 1998 году.

## Игровой процесс
В игре присутствуют 18 различных трасс, 17 из которых смоделированы на основе реально существующих местностей. Восемнадцатая трасса представляет собой вымышленную. В случае, когда игрок первым проходит отрезок трассы до контрольной точки, открывается возможность выбирать обратное направление на трассе. Выигрывая какую-либо трассу целиком, игрок открывает в меню возможность выбрать новый автомобиль.
В игре задействованы 28 лицензированных машин известных марок, таких как Chevrolet, Dodge, Ford, Nissan, Pontiac, AC Cobra, Aston Martin, Saleen, Camaro, Dodge Viper, TVR, Jaguar, Chevrolet Corvette. Кроме этого, в игре присутствуют полицейские автомобили, которые изначально доступны в режиме «Полицейское преследование». Пройдя всю игру и выиграв на всех трассах, игрок откроет возможность управлять полицейским автомобилем в обычном режиме. Некоторые лицензионные автомобили становятся доступными в меню после победы на той или иной трассе, другие открываются при победе в турнирах.

## Музыка
Звуковые дорожки для игры включают композиции групп Pitchshifter, Fear Factory, Gravity Kills, Junkie XL и KMFDM.
1. Fear Factory — «21st Century Jesus»
2. Fear Factory — «Genetic Blueprint»
3. Gravity Kills — «Falling»
4. Gravity Kills — «Falling (Instrumental)»
5. Junkie XL — «Def Beat»
6. Fear Factory — «Replica»
7. KMFDM — «Anarchy»
8. KMFDM — «Leid und Elend»
9. KMFDM — «Megalomaniac»
10. KMFDM — «Megalomaniac (Instrumental)»
11. Pitchshifter — «Genius»
12. Pitchshifter — «Genius (Instrumental)»
13. Pitchshifter — «Microwaved»
14. Pitchshifter — «W.Y.S.I.W.Y.G»
15. Pitchshifter — «W.Y.S.I.W.Y.G (Instrumental)»

## Оценки и мнения
| Сводный рейтинг       | Сводный рейтинг | Сводный рейтинг |
| Издание               | Оценка          | Оценка          |
| Издание               | PC              | PS              |
| --------------------- | --------------- | --------------- |
| GameRankings          | 61,07 %         | 70,75 %         |
| MobyRank              | 68/100          | 77/100          |
| Иноязычные издания    |                 |                 |
| Издание               | Оценка          | Оценка          |
| Издание               | PC              | PS              |
| AllGame               | [ 4 ]           | [ 5 ]           |
| CGW                   | 1,5/5           |                 |
| EGM                   |                 | 7/10            |
| GamePro               | B+              |                 |
| GameRevolution        |                 | D+              |
| GameSpot              | 6,2/10          | 6,3/10          |
| IGN                   | 7,8/10          | 7,5/10          |
| OPM                   |                 | 3,5/5           |
| PC Gamer (UK)         | 65/100          |                 |
| PC Gamer (US)         | 81/100          |                 |
| Русскоязычные издания |                 |                 |
| Издание               | Оценка          | Оценка          |
| Издание               | PC              | PS              |
| «Игромания»           | 8,7/10          |                 |

Test Drive 5 была неоднозначно воспринята критиками. На сайте GameRankings версия для PlayStation имеет среднюю оценку в 70,75 %, а для PC — 61,07 %.
Обозреватель сайта IGN, Трент Уорд, отозвался о ПК-версии так: «Accolade предложила своим игрокам машину времени, чтобы они попробовали что-то иное», выставив игре оценку 7,8 баллов из 10 возможных. Рецензент из GameSpot написал об этой же версии следующее: «Сама по себе игра выглядит вполне ничего, но с Need for Speed III сравнивать её невозможно», выставив игре скромную оценку в 6,2 балла из 10.